# دوزنبرگ
دوزنبرگ (انگلیسی: Duesenberg) شرکت آمریکایی سازنده خودروی لوکس و اتوموبیل‌های مسابقه‌ای گران‌قیمت بود. این شرکت در سال ۱۹۱۳ میلادی و توسط دو برادر به نام‌های آگوست و فردریک دوزنبرگ تاسیس‌شد.

## مدل دارای سوپرشارژ اس‌جی
شعار بازاریابی دوزنبرگ این بود؛ تنها اتوموبیلی که می‌تواند از کنار دوزنبرگ عبور کند، دوزنبرگ دیگری است - البته با رضایت صاحب دوزنبرگ اولی. مصداق شعار فوق مدل قدرتمند دارای سوپرشارژ دوزنبرگ اس‌جی بود. این مدل دارای ۳۲۰ اسب بخار (۲۳۹ کیلووات) قدرت و فاصلهٔ محور ۱۴۲٫۵ اینچ (۳۶۲ سانتیمتر) بود. مدل اس‌جی در مه ۱۹۳۲ توسط فرد دوزنبرگ معرفی شد. لوله‌های اگزوز با طراحی خارجی پُر زرق‌وبرق هم در این مدل به عنوان یک گزینهٔ در راستای تنفس طبیعی خودرو در نظر گرفته‌شده بود. فرد دوزنبرگ به واسطهٔ سینه‌پهلو در ۲۶ ژوئیه سال ۱۹۳۲ درگذشت، جراحتی که به واسطه یک تصادف اتوموبیل برای وی رخ داد. اتوموبیل وی در هنگام تصادف یک دوزنبرگ کانورتیبل مورفی مدل اس‌جی بود. برادر او آگوست، وظایف فرد را به عنوان مهندس ارشد بر عهده گرفت. تنها ۳۶ دستگاه از خودروی دوزنبرگ مدل اس‌جی تولید گردید.

## دوزنبرگ مدل اس‌اس‌جی
مدل شاسی‌کوتاه جی که دارای سوپرشارژ بود، اغلب توسط مردم به نام اس‌اس‌جی شناخته می‌شود اما تفاوت‌های بنیادینی در طراحی آن وجود داشت. این مدل دارای شاسی فوق‌العاده کوتاه به طول ۱۲۵ اینچ (۳٬۲۰۰ میلیمتر) و یک موتور قدرتمند با توان نزدیک به ۴۰۰ اسب بخار (۲۹۸ کیلووات) بود. این مدل همچنین دارای سیستم کاربراتور دوگانه بود. از مدل اس‌اس‌جی تنها ۲ دستگاه ساخته شد و هر دو مدل دارای بدنه سبک و مخصوص جاده‌های باز بودند. اولین دستگاه از این مدل در سال ۱۹۳۵ به هنرپیشه مطرح سینما گری کوپر فروخته شد. تنها مدل باقیماندهٔ دیگر نیز در سال ۱۹۳۶ به صورت قرضی به مشتری دیگر این شرکت؛ هنرپیشهٔ مشهور، کلارک گیبل واگذار شد. کوپر و گیبل با این توموبیل‌ها در هالیوود هیلز به مسابقه با یکدیگر می‌پرداختند.

## نگارخانه

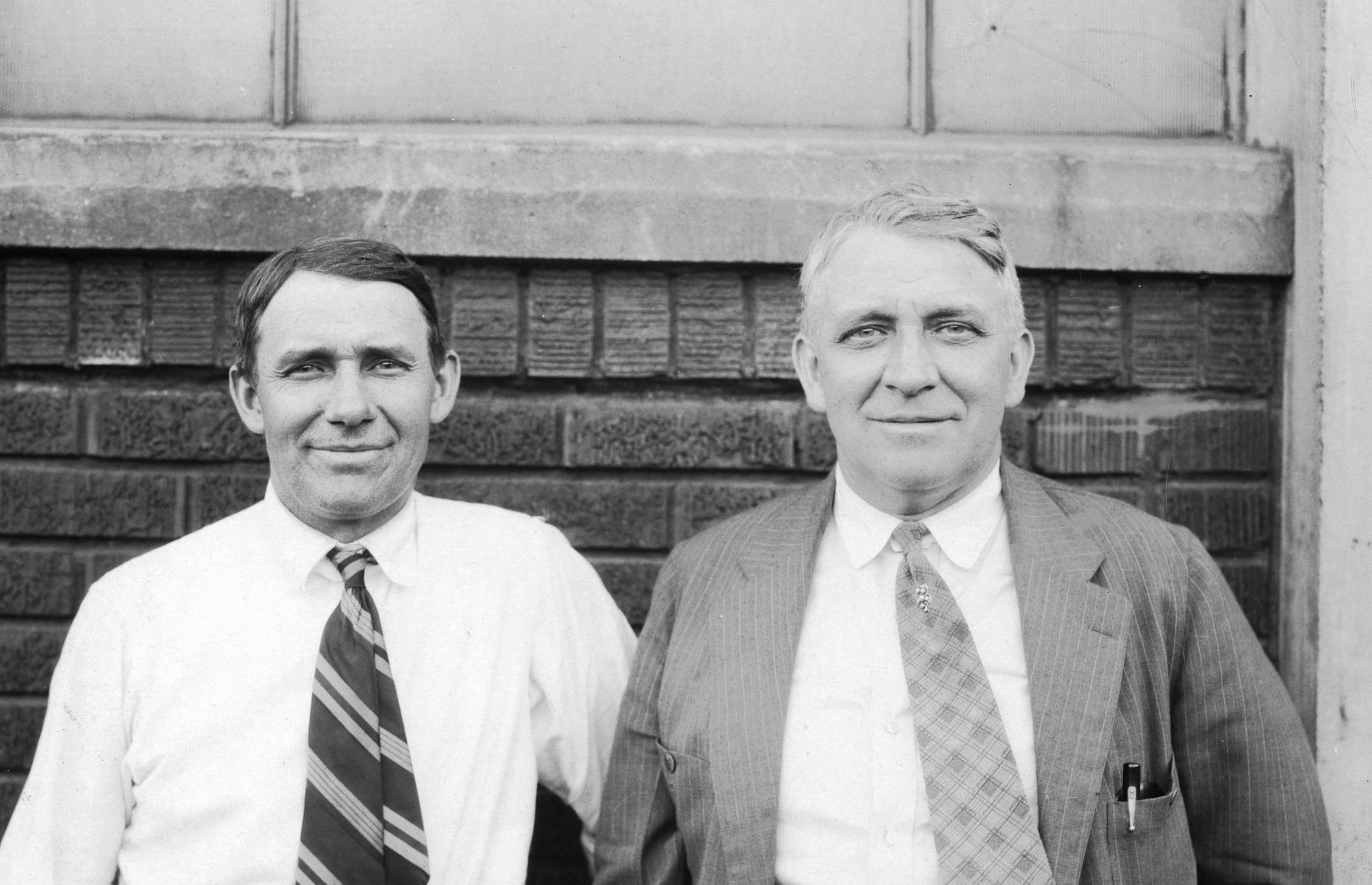
آگوست و فرد دوزنبرگ در سال ۱۹۲۵
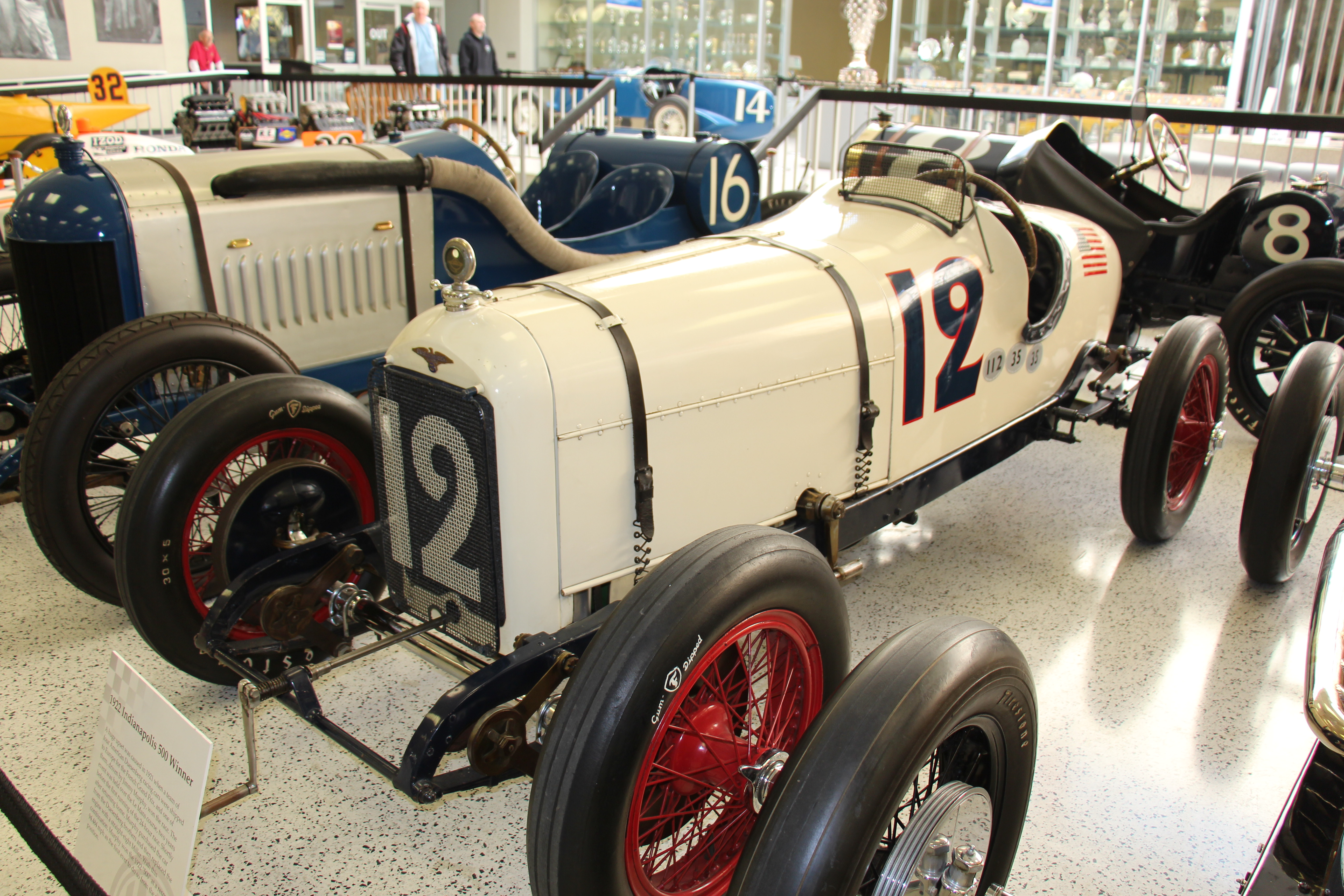
۱۹۲۲ دوزنبرگ ایندیاناپولیس
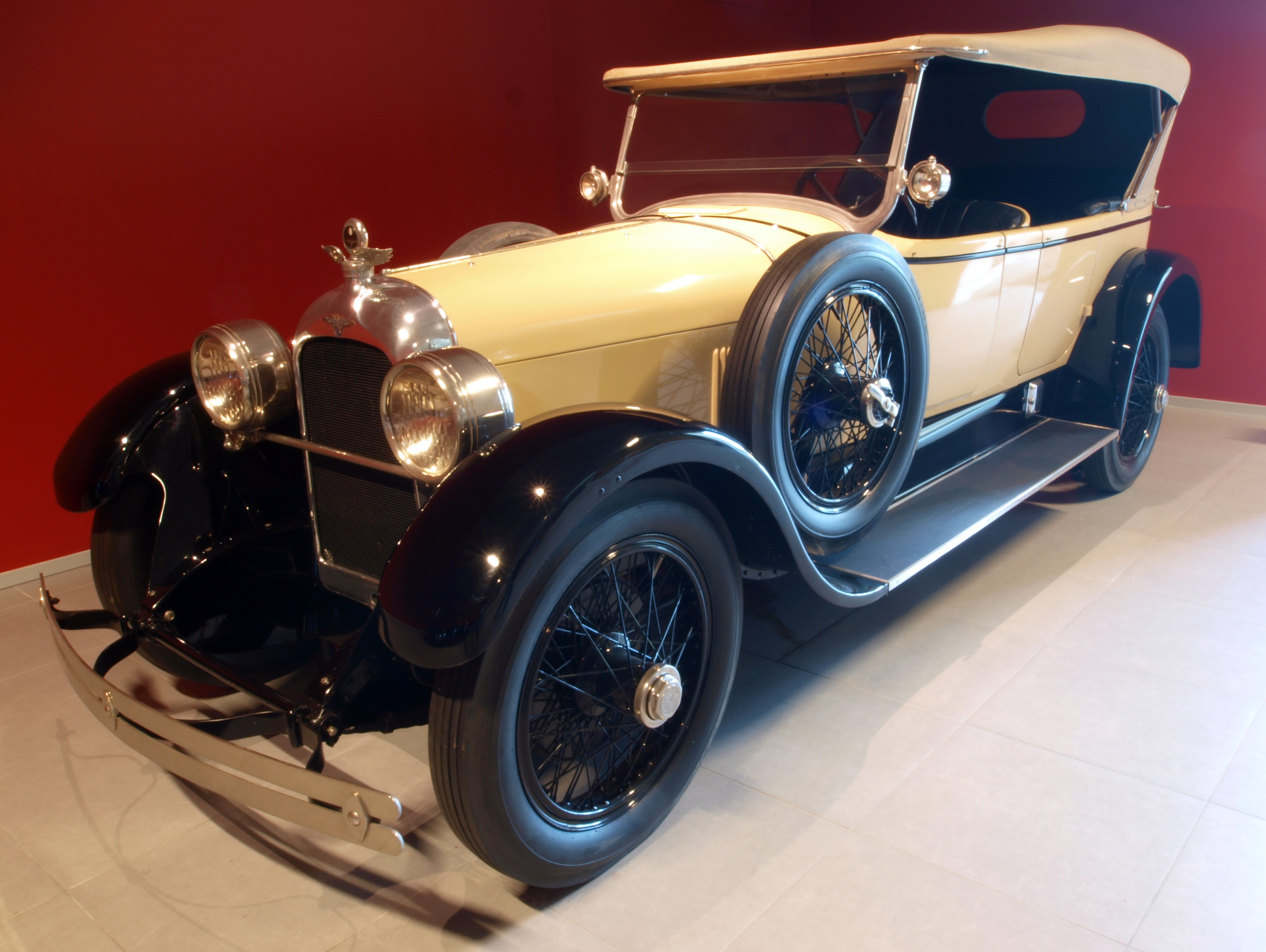
۱۹۲۳ دوزنبرگ مدل آ
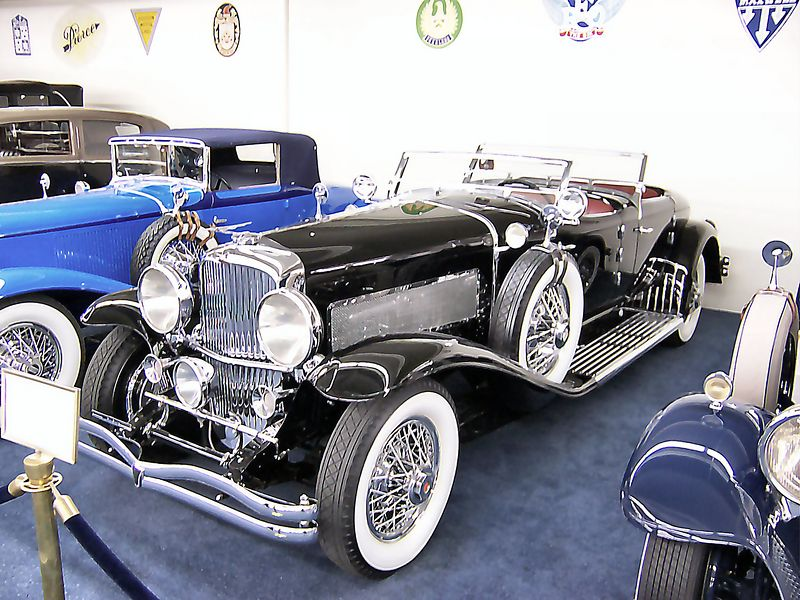
۱۹۳۰ دوزنبرگ مدل جی
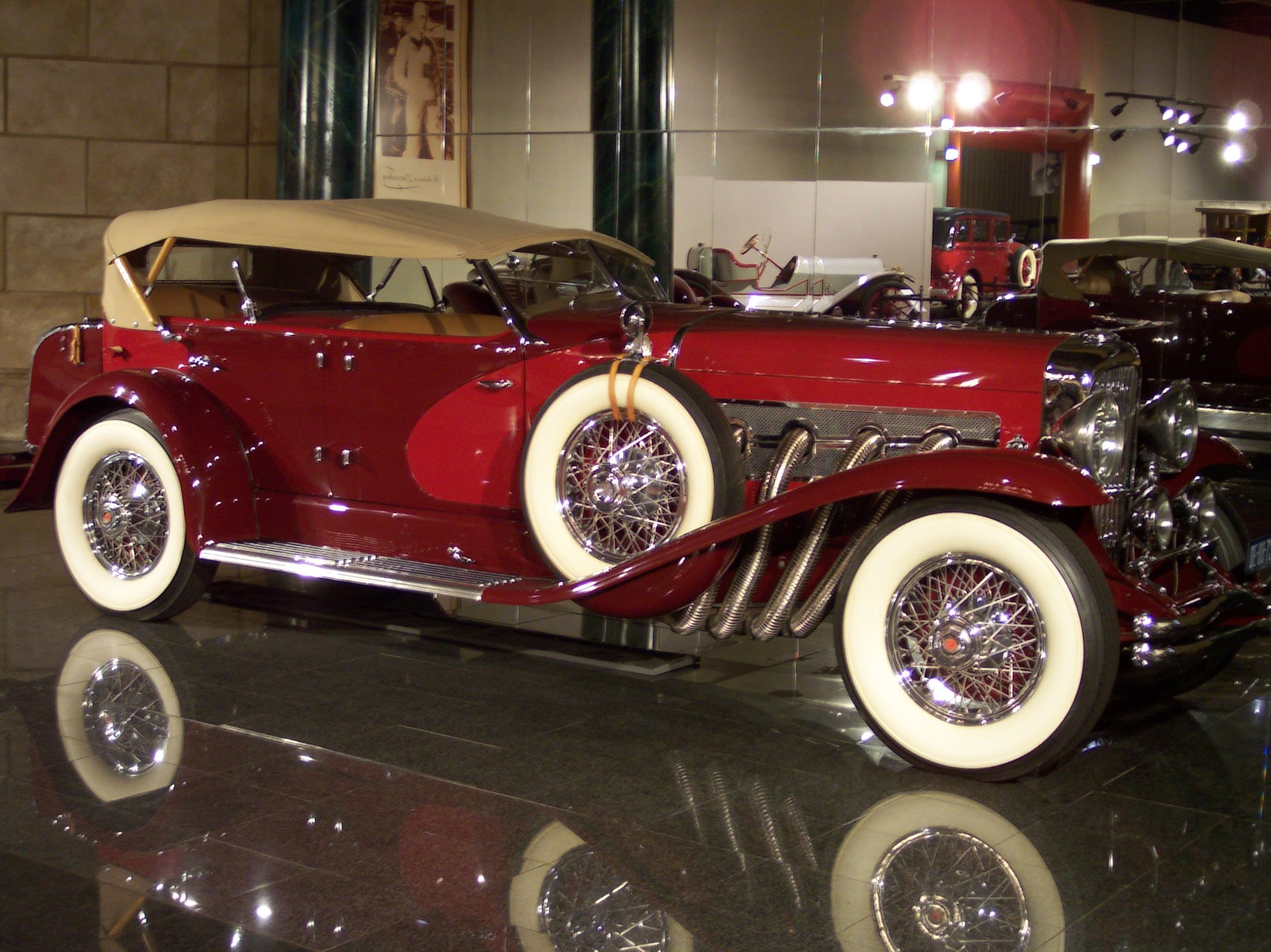
دوزنبرگ کانورتیبل اس‌جی لاگراند ۱۹۳۵
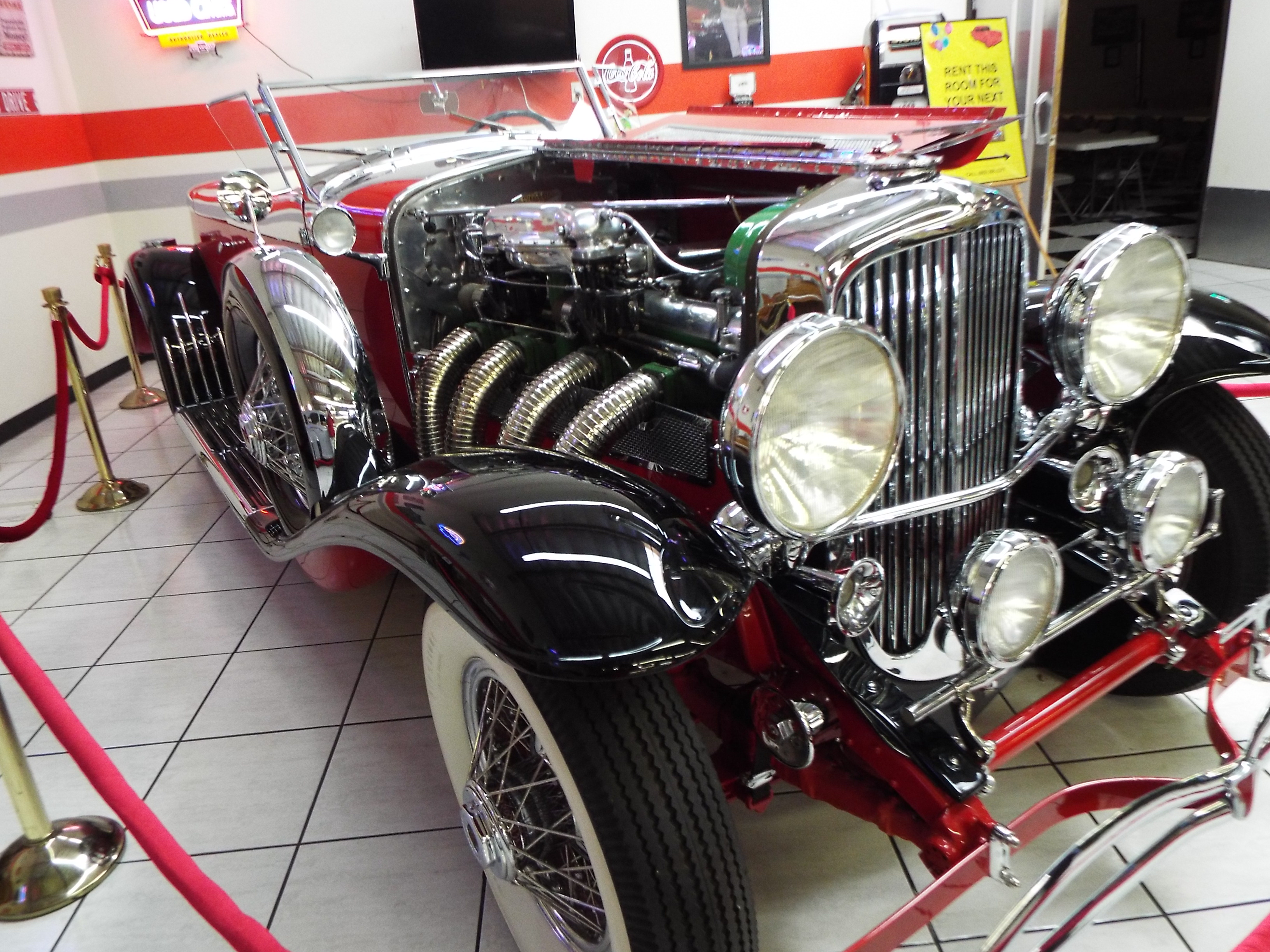
دوزنبرگ بوتیل اسپیدستر
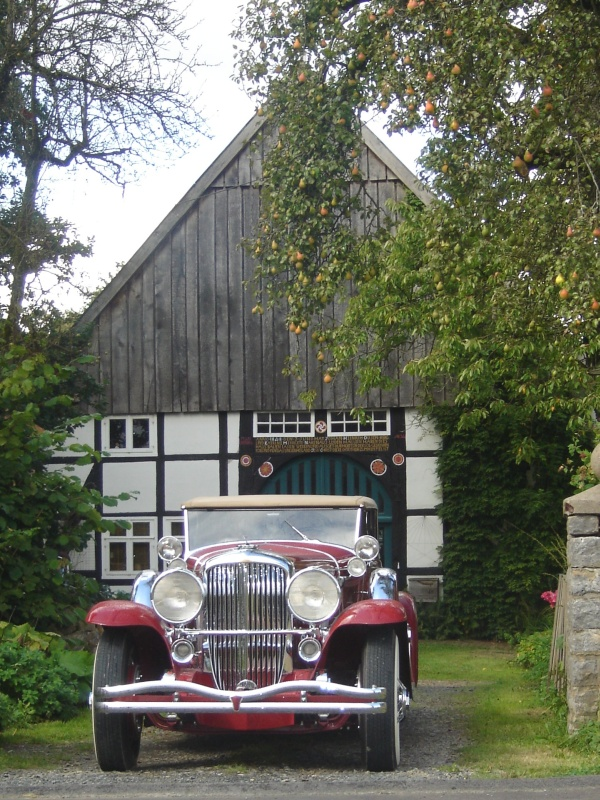
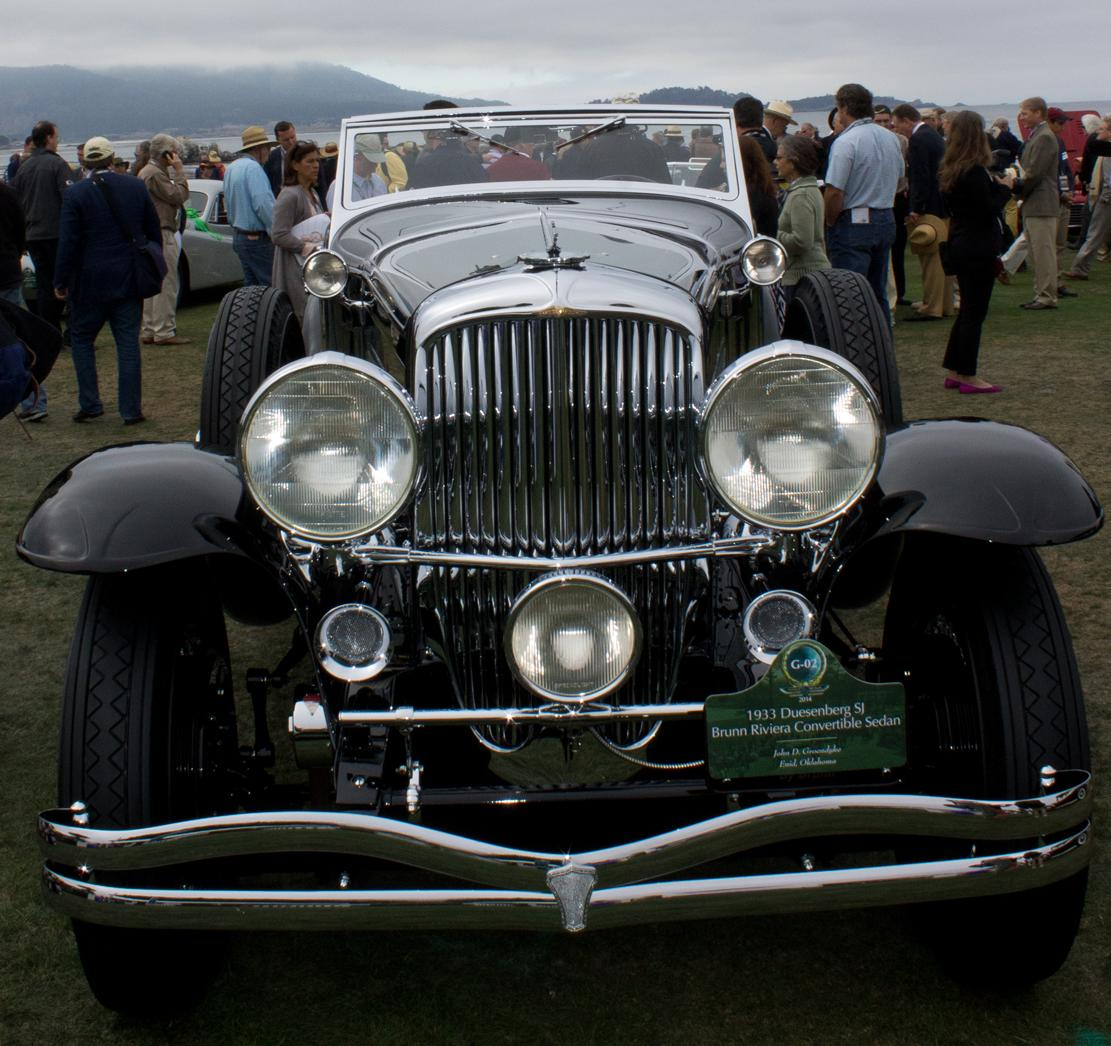
۱۹۳۳ سدان
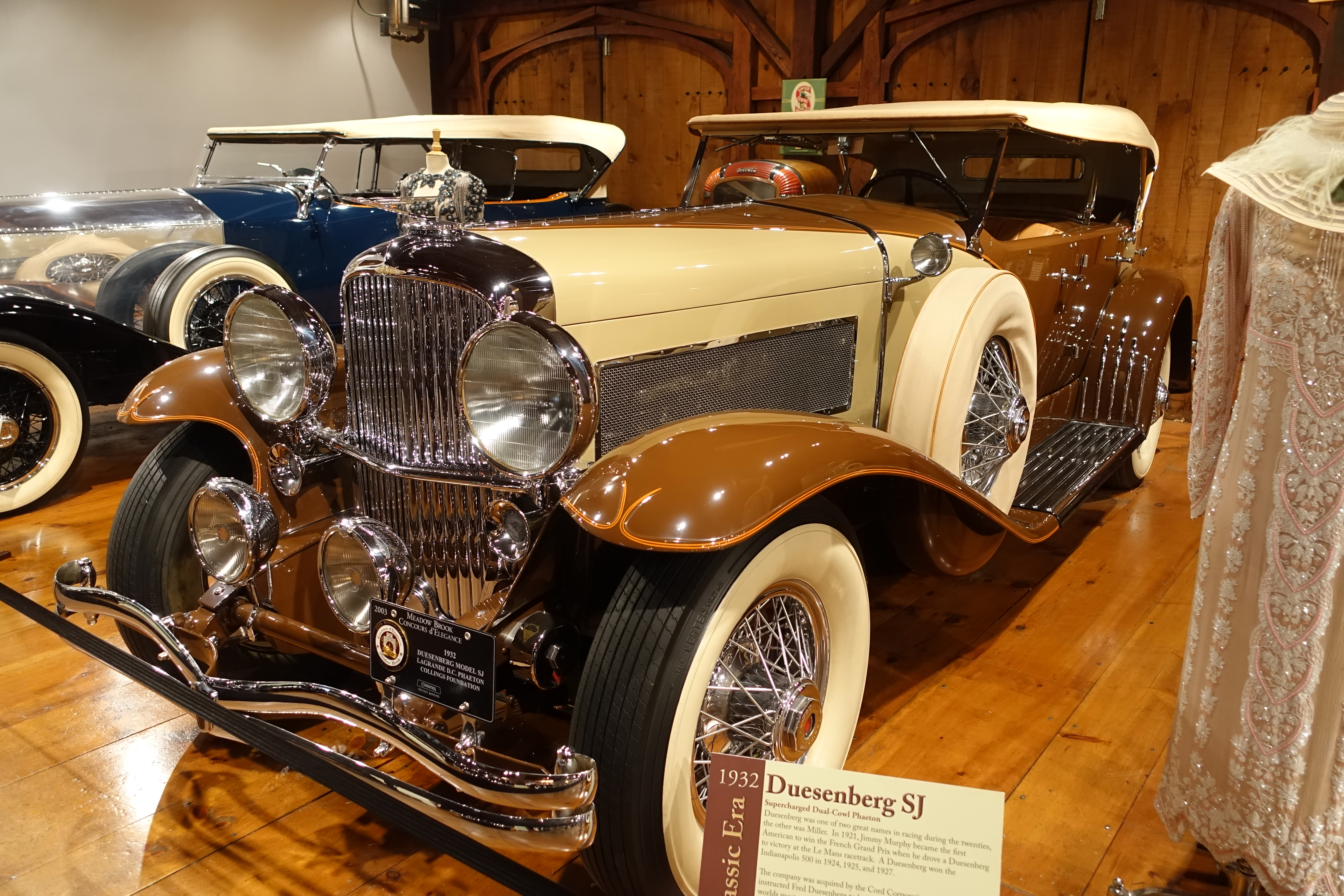
۱۹۳۲ دوزنبرگ اس‌جی
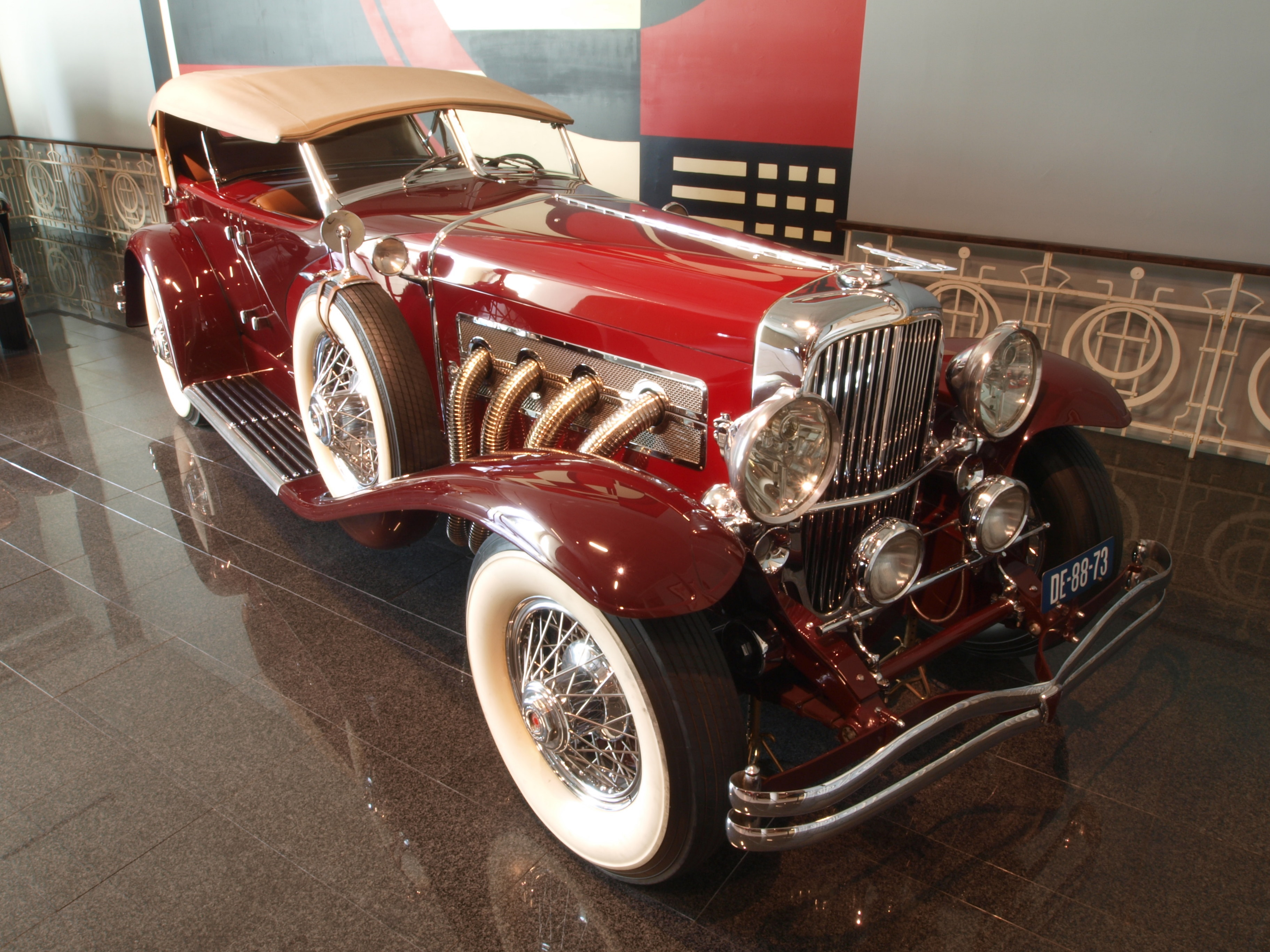
۱۹۳۵ دوزنبرگ مدل اس‌جی لاگراند
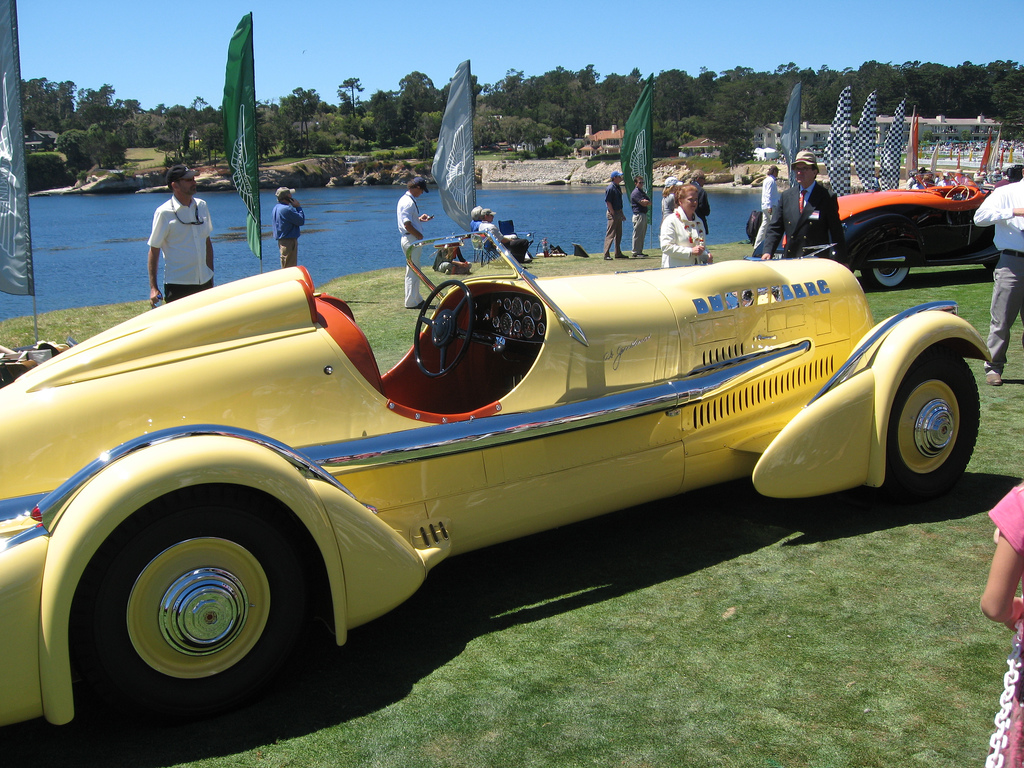
دوزنبرگ اس‌جی مورمون متئور
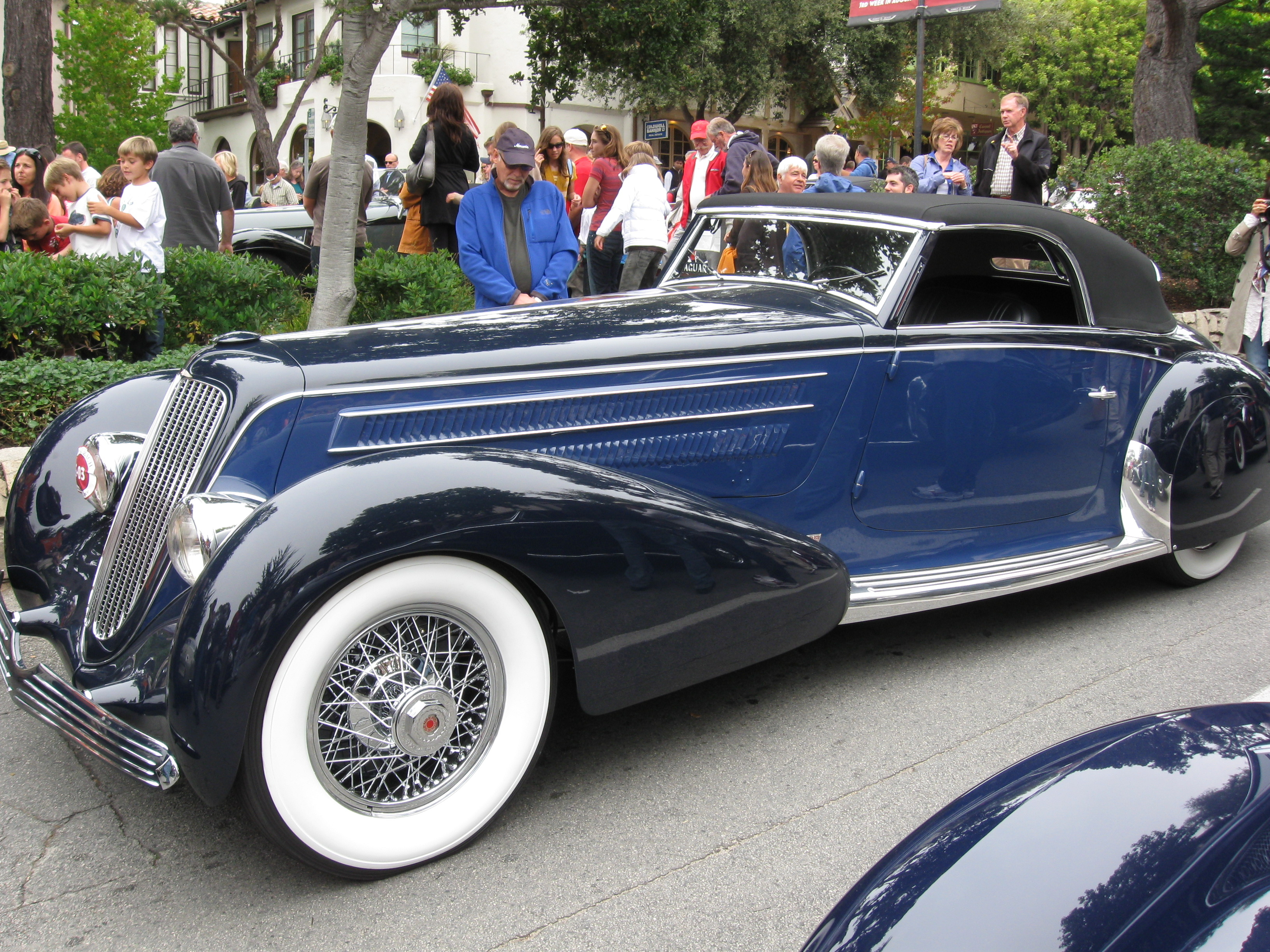
دوزنبرگ گرابر
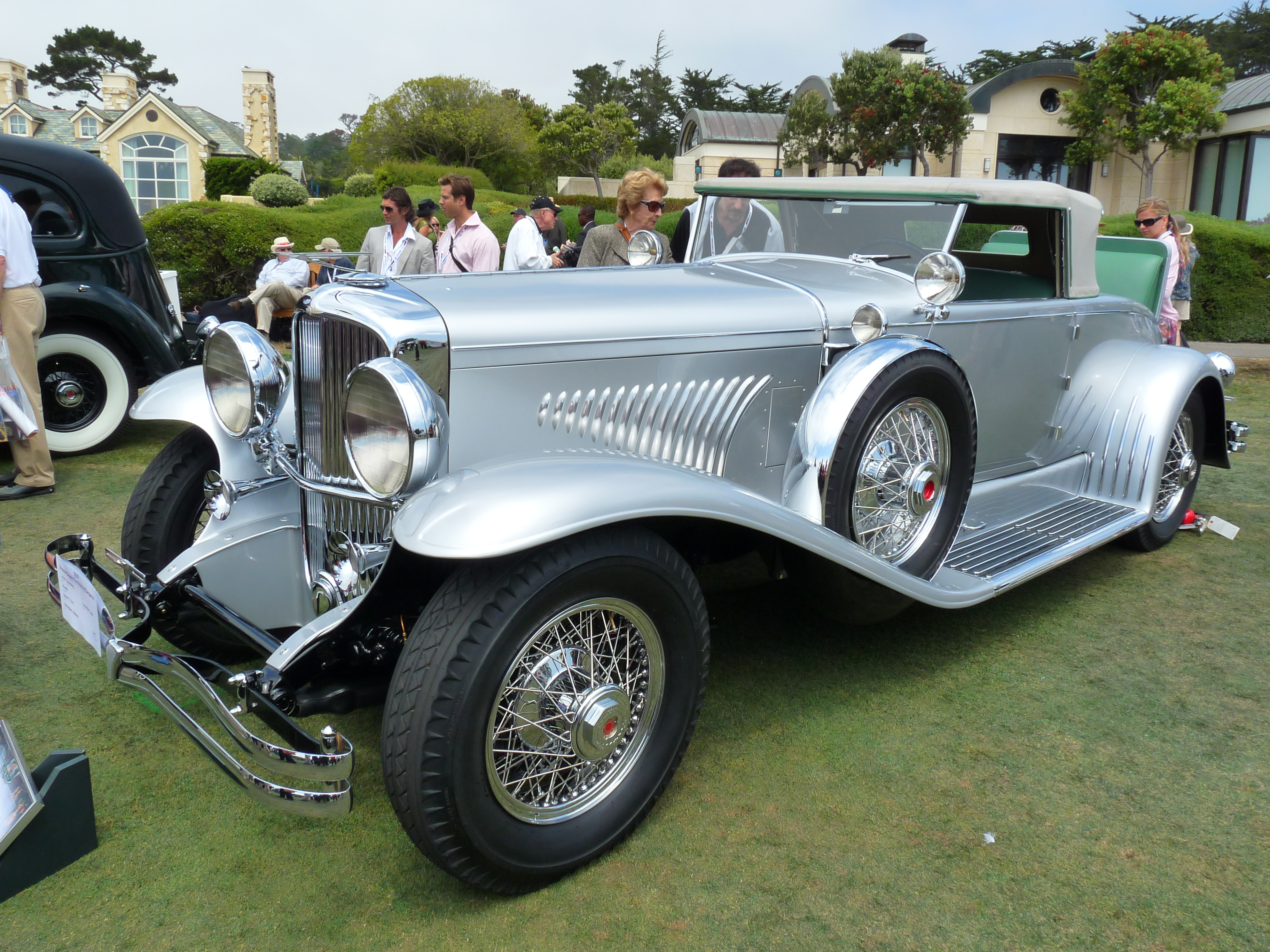
۱۹۲۹ دوزنبرگ جی مورفی کانورتیبل کوپه
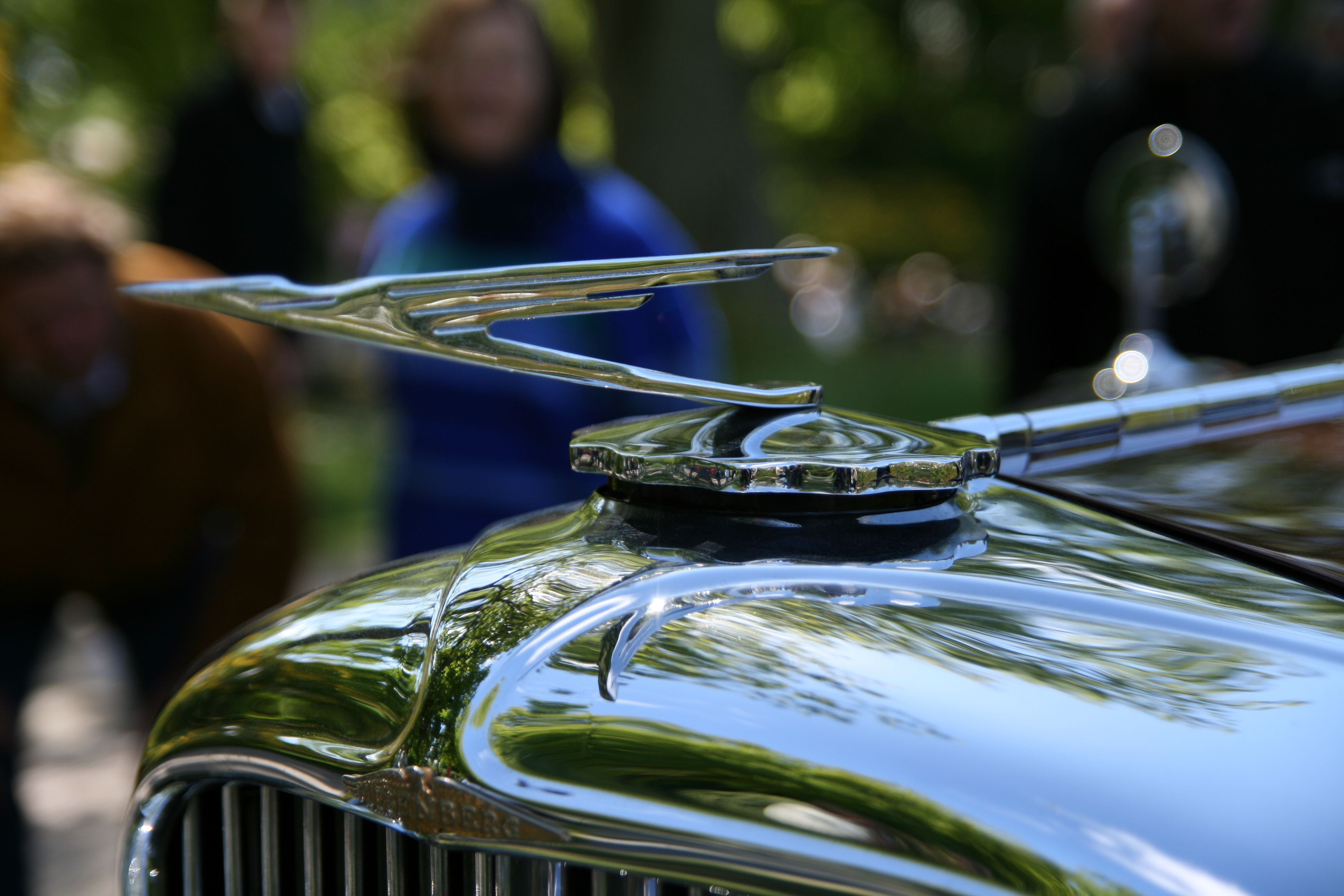
دوزنبرگ مدل جی